# Diocèse d'Aoste
Le diocèse d'Aoste (en latin : dioecesis Augustana ; en italien : diocesi di Aosta) est un diocèse de l'Église catholique en Italie, suffragant de l'archidiocèse de Turin et appartenant à la région ecclésiastique du Piémont.

## Territoire
Les limites du diocèse coïncident avec celles du territoire de la région autonome à statut spécial de la Vallée d'Aoste. Il a une superficie de 3 262 km2 divisé en 93 paroisses regroupées en 5 archidiaconés. L'évêché est à Aoste avec la cathédrale de l'Assomption et de saint Jean-Baptiste. Dans la même ville se trouve la collégiale de Saint-Ours.

## Histoire
Le premier des évêques d'Aoste documenté historiquement est Eustase. C'est le prêtre Grat, qui lui succédera, qui signe à sa place les actes du deuxième synode de Milan (451) ; après lui sont connus les évêques Grat d'Aoste qui devint plus tard patron du diocèse et Joconde.
Vers le milieu du IVe siècle, l'église d'Aoste comme l'ensemble du territoire subalpin  appartenait au point de vue ecclésiastique au diocèse de Verceil dirigé par Eusèbe et suffragant de Milan, avant d'être érigé en évêché et toujours rattaché à l'archidiocèse de Milan. Son érection date du IVe siècle et est le fait soit de saint Ambroise (340-397), évêque de Milan, soit de saint Jacques, évêque légendaire de Moûtiers. Il semble toutefois que la première version soit la plus probable dans la mesure où saint Eustasius d'Aoste, premier évêque d'Aoste attesté participe au synode de Milan en 451 et que saint Jacques ne fut le 1er évêque de Tarentaise qu'en 420.
Au VIIIe siècle, le diocèse d'Aoste devient suffragant du diocèse de Tarentaise vers 794/811. Il revient provisoirement dans l'archidiocèse de Milan en 867 avant d'être définitivement réintégré dans l'archevêché de Tarentaise après 969. L'évêché d'Aoste restera suffragant de cet archevêché jusqu'à sa suppression lors de la Révolution française. Au XVIIIe siècle à la suite de querelles entre le Saint-Siège et la cour de Turin le siège reste vacant pendant une douzaine d'années.
Par le sénatus-consulte organique du 24 fructidor an X (11 septembre 1802), le Sénat conservateur décrète la réunion à la France du département de la Doire et des cinq autres départements de la République subalpine. Le siège épiscopal valdôtain est supprimé par Jean-Baptiste Caprara à la suite du décret du 2 pluviôse an XIII (2 août 1805) et en exécution de la bulle Gravissimis causis adducimur du 1er juin 1803.
Il est reconstitué par lettres apostoliques et incorporé au diocèse d'Ivrée. Il faut attendre 1818 et la restauration sarde pour que le diocèse d'Aoste soit rétabli et qu'il devienne suffragant de l'archidiocèse de Chambéry, Maurienne et Tarentaise. Lors de l'annexion de la Savoie, en 1860, le gouvernement français demande son détachement de Chambéry. Le pape y consent par une bulle du 1er décembre 1862 et en fait un suffragant de l'archidiocèse de Turin.
Exclusivement francophone jusqu'aux années 1920, le diocèse d'Aoste est aujourd'hui bilingue, les liturgies se déroulent en langue italienne et française, la quasi-totalité des chants religieux valdôtains étant seulement en français. Le chant de Noël au Val d'Aoste est la Pastorala de l'abbé Jean-Baptiste Cerlogne, en patois valdôtain.